# Eriksbergs bockkran
| Eriksbergs bockkran |
| --- |
| Eriksbergs bockkran, från Älvsborgsbron, Göteborg 2002. - Betydelse – portalkran på Göteborgs norra älvsstrand - Konstruerad – 1968, rest på Eriksbergs varv 1969 - Byggnadsminne – sedan 2012 |

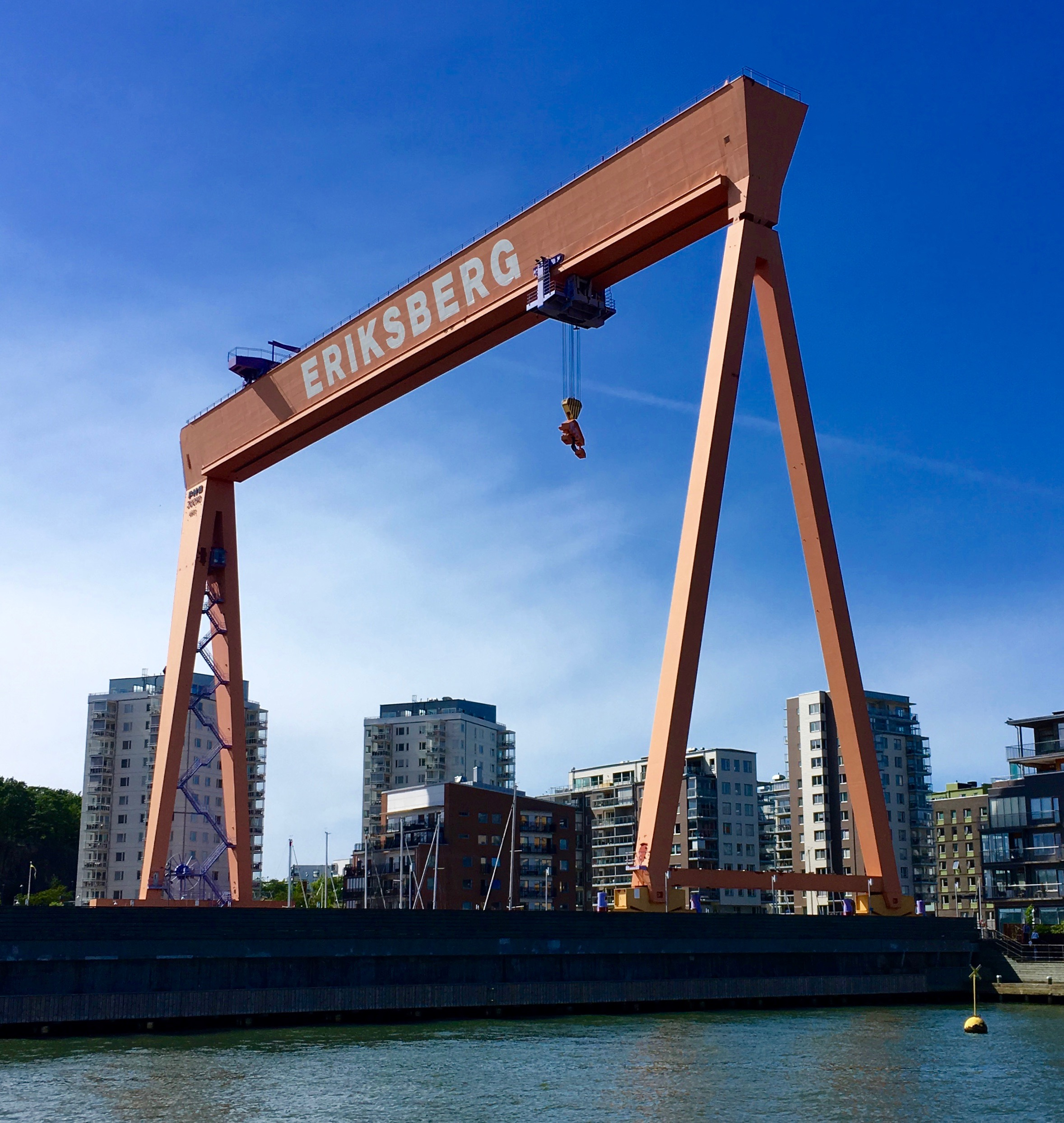
Eriksbergs bockkran sedd från sjösidan.

Eriksbergs bockkran är ett byggnadsminne i Göteborg. Den färdigställdes 1969 som del av Eriksbergs varv. Kranen är byggnadsminne enligt Kulturmiljölagen sedan den 25 juni 2012. Den är rest i anslutning till en tidigare torrdocka med öppet vattenområde i Göteborg.
Bockkranen, tillsammans med torrdockan på Eriksberg, är ett av de mest påtagliga monumenten över den storskalighet och rationalitet som präglade varvsindustrin under 1960-talet. Som en symbol för en svunnen varvsepok höjer sig den drygt 70 meter höga och närmare 110 meter breda Eriksbergskranen vid kajkanten. Konstruktör var Pohlig-Heckel-Bleichert (PHB) i Köln.
Kranbalken tillverkades av NOHAB i Trollhättan 1968, åtta sektioner totalt, och transporterades med pråm till Göteborg. 

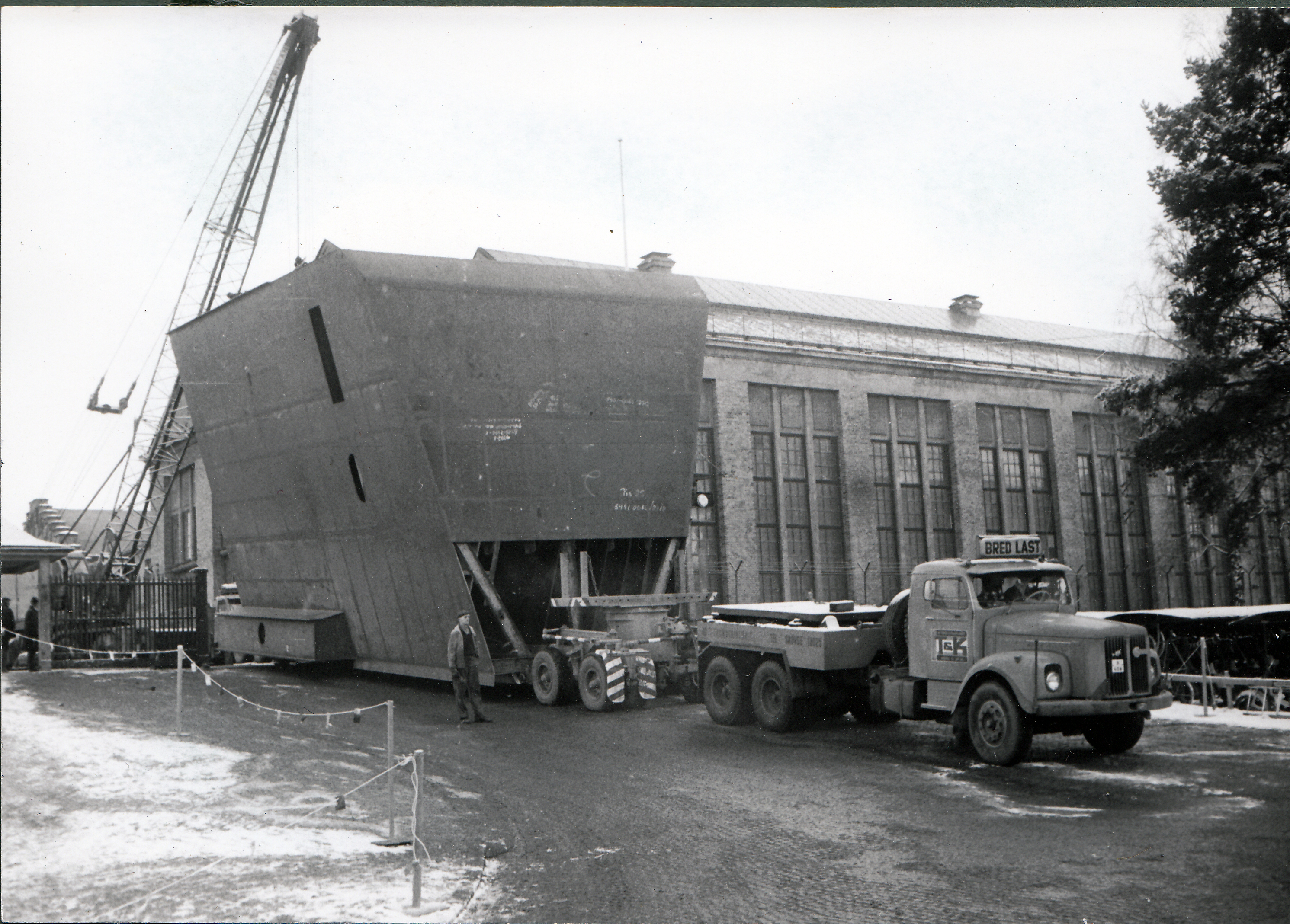
Transport av toppsektioner till Eriksbergs nya kran från NOHAB i Trollhättan den 17 december 1968.

Bockkranen stod klar 1969 och hade en lyftkapacitet på 450 ton. Den användes för montering av fartyg på uppemot 500 000 ton. Att den förklarats som byggnadsminne innebär att den inte får rivas, flyttas, byggas om eller på annat sätt förändras utan Länsstyrelsens tillstånd. Den invändiga färgsättningen i gult och grönt, som är karaktäristisk för industrikonstruktioner från 1960-talet, får inte heller ändras utan tillstånd.

## Historik

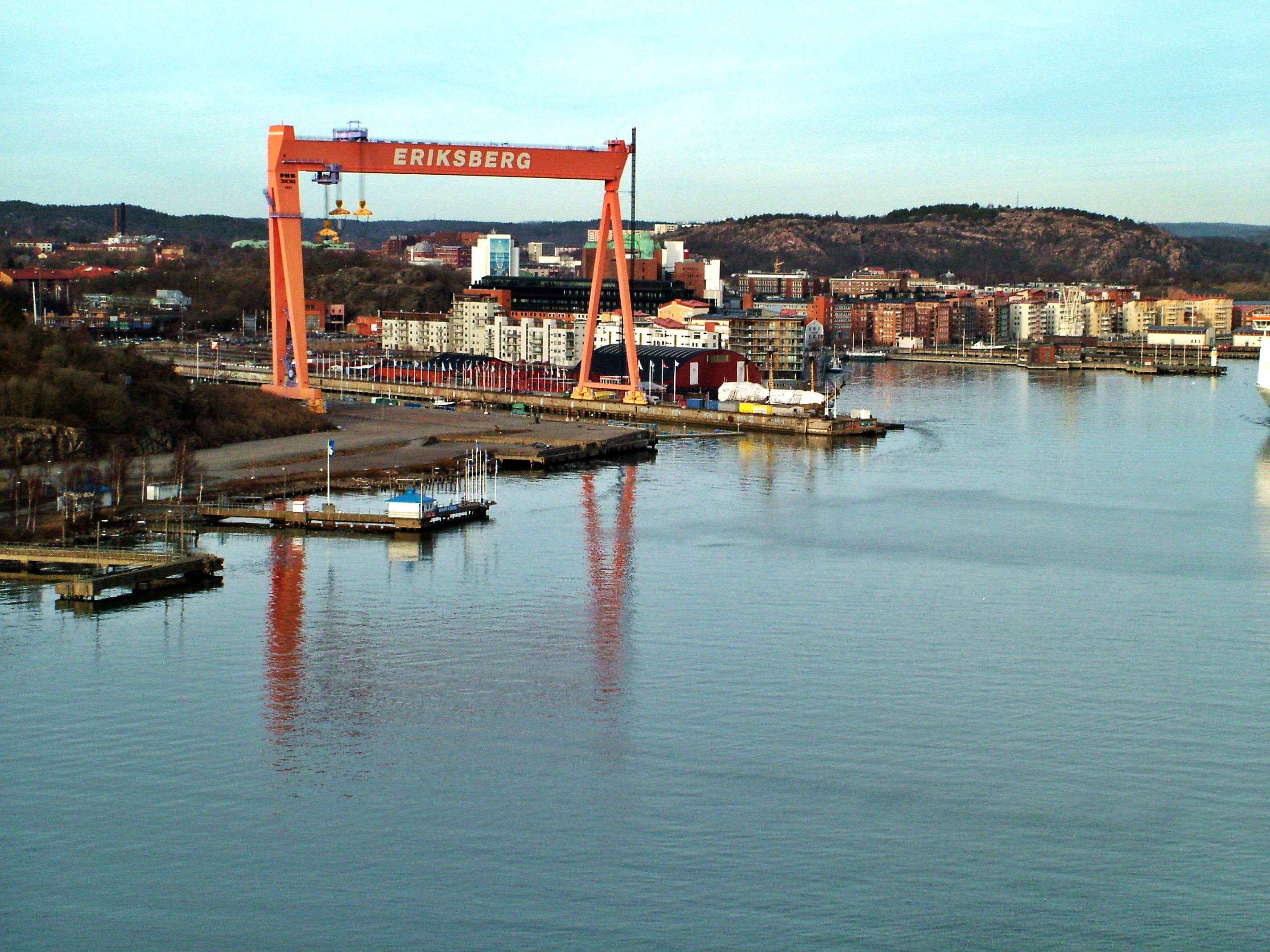
Eriksbergs bockkran från Älvsborgsbron, Göteborg 2002

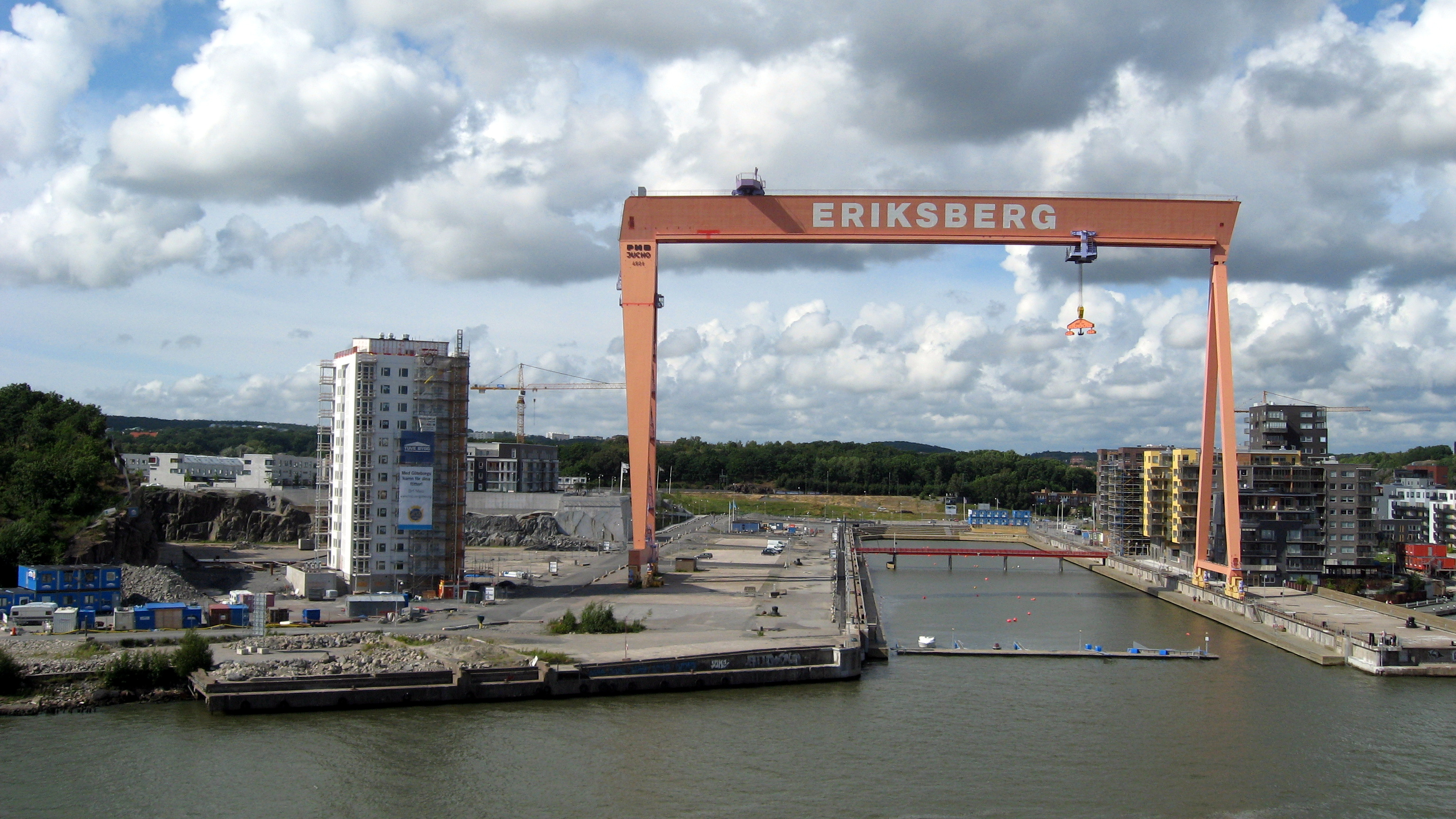
Eriksbergs bockkran och docka 2009.

År 1876 bildades Eriksbergs Mekaniska Verkstad AB, som tillverkade produkter av järn och gjutgods innan fartygsproduktionen blev den helt dominerande verksamheten. På 1920-talet utökades varvet med nya bäddar och flytdockor. I januari 1969 påbörjades monteringen av bockkranen och i mitten av maj var stålkonstruktionen på plats. Efter semestern i juli 1969 togs bockkranen i bruk. Kranen var en del av en stor utbyggnad av den byggdocka som varit i drift på varvet sedan 1959. Bockkranen uppfördes som ett komplement till monteringskranarna utmed dockans sidor. Den möjliggjorde montering av fartyg på uppemot 500 000 ton. I slutet av 1970-talet hamnade varvsindustrin i en internationell kris. Oljepriserna sköt i höjden och världshandeln försvagades. År 1977 bildades Svenska varv, som övertog de svenska storvarven. Varvsepoken var över och varven lades ned.
Eriksbergskranen är en av Sveriges största bockkranar och är belägen i stadsdelen Sannegården, som är ett område längs Norra Älvstranden i Göteborg. Kranen är 80 meter hög och 1 750 ton tung. Konstruktionen byggdes i av Nohab i Trollhättan medan själva lyftanordningarna kom från PHB Jucho i Köln och installerades i Göteborg år 1969. Eriksbergskranen är en produkt av den stora varvsindustri, som var omfattande i Göteborg från 1910-talet, då Eriksbergs Mekaniska Verkstads AB på allvar började producera större fartyg för både den nationella och internationella marknaden, fram till år 1979 då varvet lades ned. 
År 1993 gjordes bockkranen om till utsiktsattraktion och på sommarhalvåret anordnades även bungyjump från kranen. Med sina 84 meter över havet var det Sveriges högsta plats för bungyjump.

## Beskrivning
Eriksbergskranen är en nyttoanläggning där formen betingas helt av funktionen. Ursprungligen var kranen grönmålad med en betydligt diskretare färgsättning än dagens offensiva kulörer. I och med det senaste tillägget av designad belysning, har anläggningen tagit en helt ny plats i stadsrummet. Belysningen tillsammans med kranens funktionella form, dess storlek och den framträdande färgsättningen är självklara värden. Ljussättningen av kranen och dockan intill tilldelades år 2010 Award of Excellence av International Association of Lighting Designers.
Under åren som gått sedan Eriksbergsvarvet lades ned har kranen genomgått omfattande ombyggnader främst på det installationstekniska området. Två av de tre vinschmaskinerierna är demonterade tillsammans med tillhörande wire, trallor och krokar. Koppartjuvar har rensat ställverket på allt som går att sälja och dessutom vandaliserat de elektriska installationerna. Bromsmekanismerna vid framdrivningsenheterna är demonterade och kranen är numera fastsvetsad vid kranbanorna. Lejdare och gradänger längs kranbalkens utsida är demonterade liksom två husliknande tillbyggnader på toppen av kranbalken. Trots dessa ingrepp är kranens grundform tämligen välbehållen.

## Värde som byggnadsminne

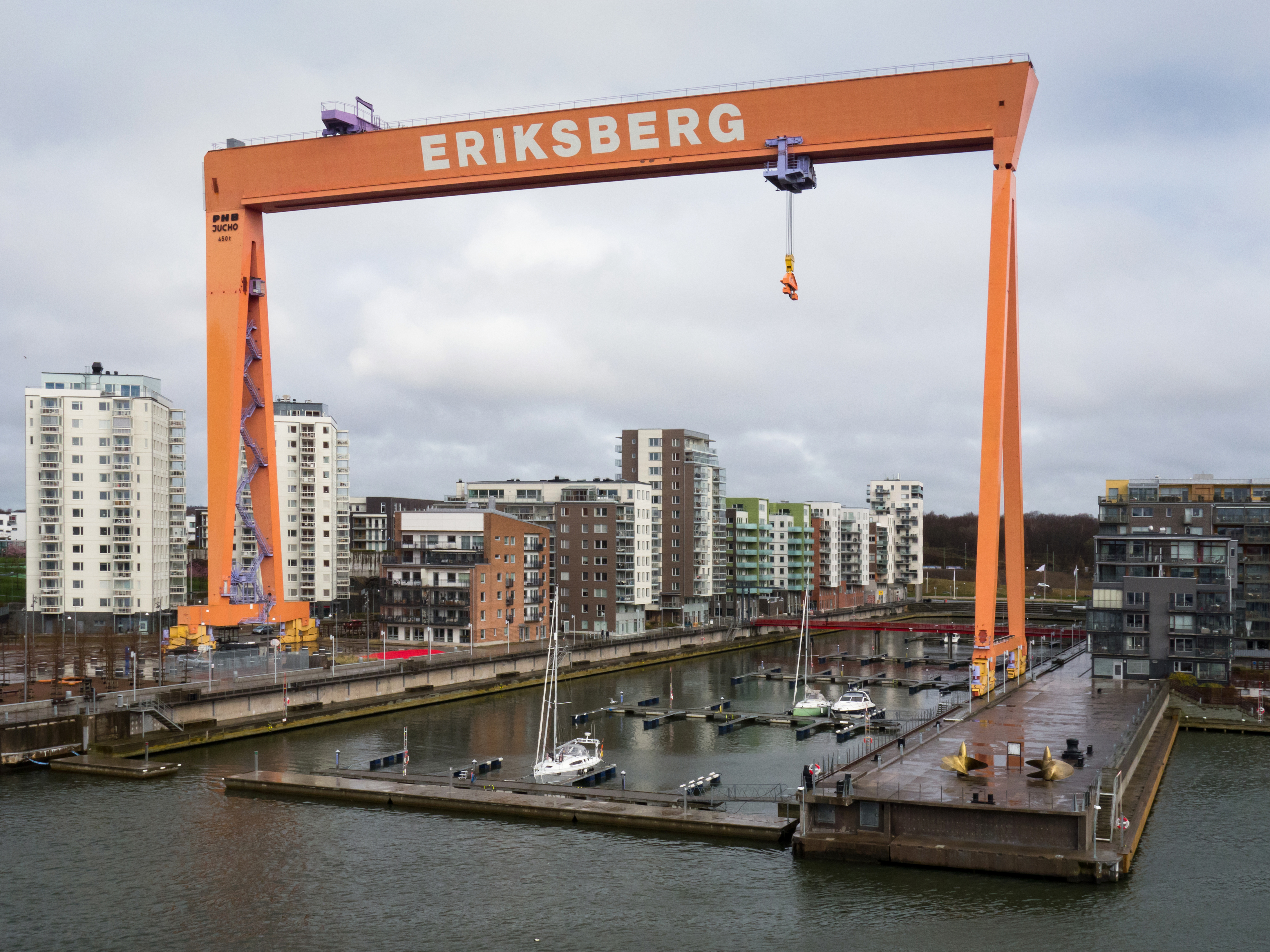
Eriksbergs bockkran och docka 2017.

Det är den enda kvarvarande kranen av sitt slag i Sverige. Anläggningen är av stor betydelse både lokalt, regionalt och nationellt som en stark och framträdande symbol för den en gång världsledande och internationellt kända varvsindustrin i Göteborg. Även i ett internationellt perspektiv är Eriksbergskranen en av få bevarade kranar, som inte skrotats då varven lagts ned. Kranen vid Uddevallavarvet gick till skrot 1986 och Kockumskranen i Malmö såldes 2002 till Hyundai i Sydkorea för 1 dollar.
Trots att flera konstruktiva detaljer för driften av bockkranen har demonterats kvarstår dess ursprungliga grundform. Som bockkran betraktat tillhör Eriksbergskranen den sista generationen riktigt stora bockkranar som uppfördes vid de svenska varven och får betraktas som sällsynt redan då den uppfördes.
Som symbol, landmärke samt riktmärke i stadsbilden har bockkranen starka upplevelsevärden. Länsstyrelsen bedömer att Eriksbergs bockkran är synnerligen märklig genom sitt kulturhistoriska värde. Beslutet om byggnadsminne bidrar till de svenska miljömålen. Den kulturhistoriska utredningen från 2011 gjorde bedömningen: "Endast kranarna vid varven i Malmö och Uddevalla var jämförbara med den här aktuella kranen, som därmed måste betraktas som sällsynt redan då den uppfördes. Eriksbergskranen symboliserar den varvstekniska utvecklingen i Göteborg och då särskilt det sista steget innan avvecklingen - att kunna bygga fartyg på upp till 500 000 ton. En anläggning av Eriksbergskranens storlek och färgsättning har ett stort lokalt värde som symbol, landmärke och orienteringspunkt. För de boende i det tidigare varvsområdet är dessutom kranen en viktig del av identiteten i den nyskapade miljön."